# Voleibol de praia nos Jogos do Mediterrâneo de 2018
O Voleibol de praia nos Jogos do Mediterrâneo de 2018 foi a 4ª edição disputado no Centro de Voleibol de Praia em Tarragona, Espanha entre 28 e 30 de junho de 2018.

## Medalhistas
| Evento    | Ouro                                       | Prata                                        | Bronze                                        |
| Masculino | Turquia · Murat Giginoğlu · Volkan Göğtepe | Itália · Marco Caminati · Enrico Rossi       | Turquia · Hasan Hüseyin Mermer · Sefa Urlu    |
| Feminino  | Espanha · Belén Carro · Paula Soria        | França · Aline Chamereau · Alexandra Jupiter | Espanha · Amaranta Fernández · Ángela Herrero |

## Quadro de Medalhas
| Posição | País     |   |   |   | Total |
| ------- | -------- | - | - | - | ----- |
| 1       | Grécia   | 1 | 0 | 1 | 2     |
| 1       | Espanha  | 1 | 0 | 1 | 2     |
| 3       | Alemanha | 1 | 0 | 1 | 2     |
| 4       | Itália   | 0 | 1 | 0 | 1     |
| 4       | França   | 0 | 1 | 0 | 1     |